# Mariakapel (Spekholzerheide)

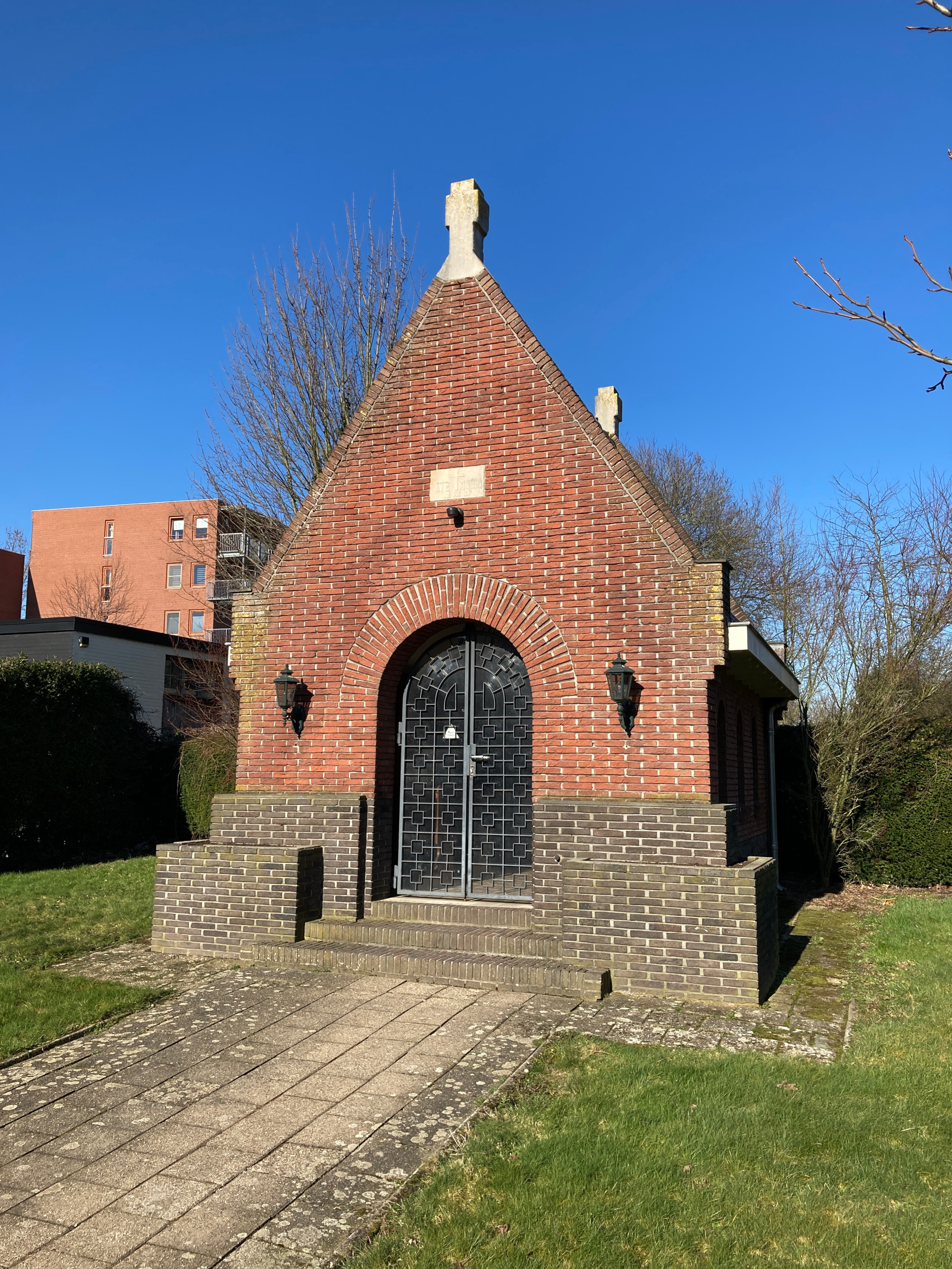
Maria kapel Spekholzerheide

De Mariakapel is een kapel in Spekholzerheide in de Nederlands Zuid-Limburgse gemeente Kerkrade. De kapel staat aan de Kleingraverstraat tegenover nummer 171. Achter de kapel bevindt zich een begraafplaats en voor de kapel een ruim gazon. Op ongeveer 200 meter naar het zuidwesten staat de Sint-Martinuskerk.
De kapel is gewijd aan Maria.

## Geschiedenis
In 1937 werd de kapel gebouwd door aannemer Collaris in opdracht van de directeur van de steenkolenmijn Willem-Sophia.

## Bouwwerk
De bakstenen kapel is opgetrokken op een rechthoekig plattegrond onder een verzonken zadeldak met shingles. De gevels zijn bekleed met rode bakstenen, terwijl het basement van de kapel, de drie treden die toegang geven en de bloembakken aan de voorzijde in donkere bakstenen uitgevoerd zijn. In de beide zijgevels zijn elk drie rondboogvensters aangebracht. Op de frontgevel en achtergevel is op de puntgevel een cementstenen kruis geplaatst. De toegang tot de kapel wordt afgesloten met een ijzeren hek met siersmeedwerk en plexiglas. Boven de ingang is in de frontgevel een gevelsteen aangebracht met de tekst:

   AVE † MARIA
12  IX  37

Van binnen heeft het wit geschilderde gewelf een spitsboogvorm en zijn de wanden bekleed met baksteen. Tegen de achterwand is het altaar geplaatst en voor het altaar is nog een hoog tweede hek van siersmeedwerk geplaatst. Op het altaar is op een voetstuk een houten beeld van Maria met kindje Jezus geplaatst. Achter het beeld is op de achterwand een spitsboogvormige stuk muur wit geschilderd en op de rand van een spitsboog met lampjes.